# Eli Melís
Eli Melís (en llatí Aelius Melissus) va ser un destacat gramàtic romà.
El menciona Aule Gel·li. Va ser l'autor de l'obra De loquendi Proprietate.